# Cigaritis kutu
Cigaritis kutu is een vlinder uit de familie van de Lycaenidae. De wetenschappelijke naam van de soort is voor het eerst gepubliceerd in 1940 door Alexander Steven Corbet.
De soort komt voor in Maleisië.